# カーマ・ポリス
「カーマ・ポリス」 (英語: Karma Police) は、イギリスのロックバンド、レディオヘッドの楽曲。

## 概要
3rdアルバム『OK コンピューター』に収録されており、そのセカンドシングル。イギリスでは最高位8位を記録。
バンドの楽曲の中でも特に人気・知名度の高い曲の一つで、英国雑誌のアンセムの投票などではしばしば上位にランクインする。幾度となく他のアーティストにライブでカバーされている曲でもあり、トリビュート盤では当然ながらよく収録される。ちなみにノエル・ギャラガーはインタビューでこの曲をレディオヘッド・ベストに挙げている。ちなみにMojo誌のキース・オールディンのレビューでは「レノン（ジョン・レノン）が1990年代に生き残っていたならば書いたであろう曲」。
タイトルは当時バンドの仲間内で皮肉めいてよく使われていたジョークに由来し、それをタイトルにした曲を作ろうと言いだしたのはエドである。また、アレンジ面にも彼の貢献度は高い。ちなみにこの曲のシングル盤のディスク1のB面には、珍しくエドがほとんど一人で作曲した2曲"Lull"と"Meeting in the Aisle"が収められているが、意図的かどうかは不明。
PVは『ザ・ベンズ』の"Street Spirit(Fade Out)"を監督したジョナサン・グレイザーの手によるもの。後部座席にトムが座った車が夜の真っ暗な一本道の上をゆっくり走り、ヘッドライトに照らされた中年の男をジリジリと追いかけていく。男が車から垂れたガソリンに火を放ち、車は炎上するがトムは後部座席からいつの間にか消え去っていてフェードアウトする。カメラの動きを極端に抑えて焦燥感を演出しているのが特徴。

## サウンドプロダクション・歌詞
アコギとピアノの弾き語りを基調にしたフォークバラードであり、同アルバム収録曲の中では構成がシンプルなほうである。「he talks in maths（数学で詭弁を語る）」「her Hitler hairdo is making me feel ill（ヒトラーみたいな胸糞の悪い髪型）」などからの「This is what you get（これがオチだ）」といった惨劇的な歌詞が印象的で、最後には転調して「Phew, for a minute there, I lost myself, I lost myself（ああ、一分間そこで、自分を見失ってしまった）」といった歌詞が繰り返される。トムは歌詞についてあくまで「ユーモアのあるもの」としている。
山彦声のようなメロディー裏のコーラスや最後のディレイを発振させたアウトロなど、エドによるアレンジが歌詞と絡んで効果的に用いられていて、曲名の発案も相まって貢献は大きいと言える。ちなみにピアノの使い方やコード進行などにビートルズの『セクシー・セディー』からの影響が見られ、またトムもそれを公言している。
ライブではアンコールソングの定番の一つになっている。トムがほとんど歌わず、オーディエンスに曲を合唱させることもある。

## チャート
| チャート（1997年）               | 最高順位 |
| -------------------------------- | -------- |
| イギリス（全英シングルチャート） | 8        |